# Europaväg 18
Der Europaväg 18 (schwedisch für ‚Europastraße 18‘) ist eine schwedische Fernverkehrsstraße und ein Teil der Europastraße 18, die von Oslo nach Kapellskär verläuft. Er beginnt an der Grenze zu Norwegen in der Nähe von Töcksfors und verläuft über Årjäng, Karlstad, Örebro, Arboga, Köping, Västerås, Stockholm, Norrtälje bis nach Kapellskär. Zudem ist die Straße zum Teil als Autobahn ausgebaut. Der gleiche Name wird sowohl für die Autobahn als auch die Landstraßenstrecken benutzt.

## Geschichte

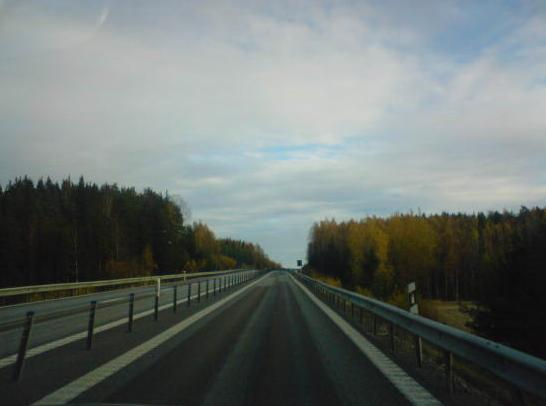
Die E18 östlich von Kristinehamn

Bis 1962 hieß der Abschnitt zwischen der norwegischen Grenze und Örebro noch Riksväg 9, der Abschnitt zwischen Örebro und Arboga hieß Riksväg 6, der zwischen Arboga und Enköping Riksväg 11, zwischen Enköping und Solna Riksväg 12 und der Abschnitt zwischen Danderyd und Norrtälje hieß Länsväg 275. Zwischen Solna und Danderyd sowie zwischen Norrtälje und Kapellskär hatte die strecke keine Nummer. 1962 wurde der komplette Bereich zwischen der norwegischen Grenze und Solna zur E18 umbenannt. Der Teilabschnitt zwischen Danderyd (bei Stockholm) und Norrtälje wurde zum Riksväg 76 umbenannt. In den späten 1970er Jahren wurde der Abschnitt erst zum Europaväg 3, nach der Neuordnung der Europastraßen 1992 dann ebenfalls zum Europaväg 18 umbenannt.
Seit den 1960er Jahren werden immer mehr Abschnitte des Europaväg 18 zur Autobahn erweitert oder komplett neu errichtet. Der Autobahnabschnitt zwischen Västjädra und Västerås war einer der ersten Autobahnen in Schweden. Alle bis 1990 erbauten Teilabschnitte waren meist nur Schnellstraßen, wurden aber später modernisiert. Zurzeit noch im Bau ist der Abschnitt zwischen Järfälla und Danderyd, der bis 2015 fertiggestellt werden soll.

### Städte und Gemeinden
Der E 18 durchläuft eine Reihe von Städten in Schweden. In allen Fällen ist die Straße vorübergehend unterbrochen. Der Weg geht durch Töcksfors, Årjäng, Segmon, Grums, Karlstad, Kristinehamn, Karlskoga, Örebro, Köping, Västerås, Enköping, Bålsta, Stockholm, Täby und Norrtälje. Die zulässige Höchstgeschwindigkeit beträgt normalerweise 70 oder 90 Kilometer pro Stunde.

### Alternative Wege
Zwischen dem Zentrum von Stockholm und Arboga kann man auch über den Europaväg 20 fahren, was etwa zehn Kilometer kürzer ist. Der E 18 verläuft nicht direkt durch Stockholm, sondern nur durch den Norden der Stadt. Zwischen Dandenong und Arboga ist der E 18 dagegen kürzer und schneller. Der E 18 ist auch als empfehlenswert für alle, die in den Norden von Stockholm, etwa nach Lidingö Valhallavägen oder in den Stockholmer Hafen, wollen.

## Bilder

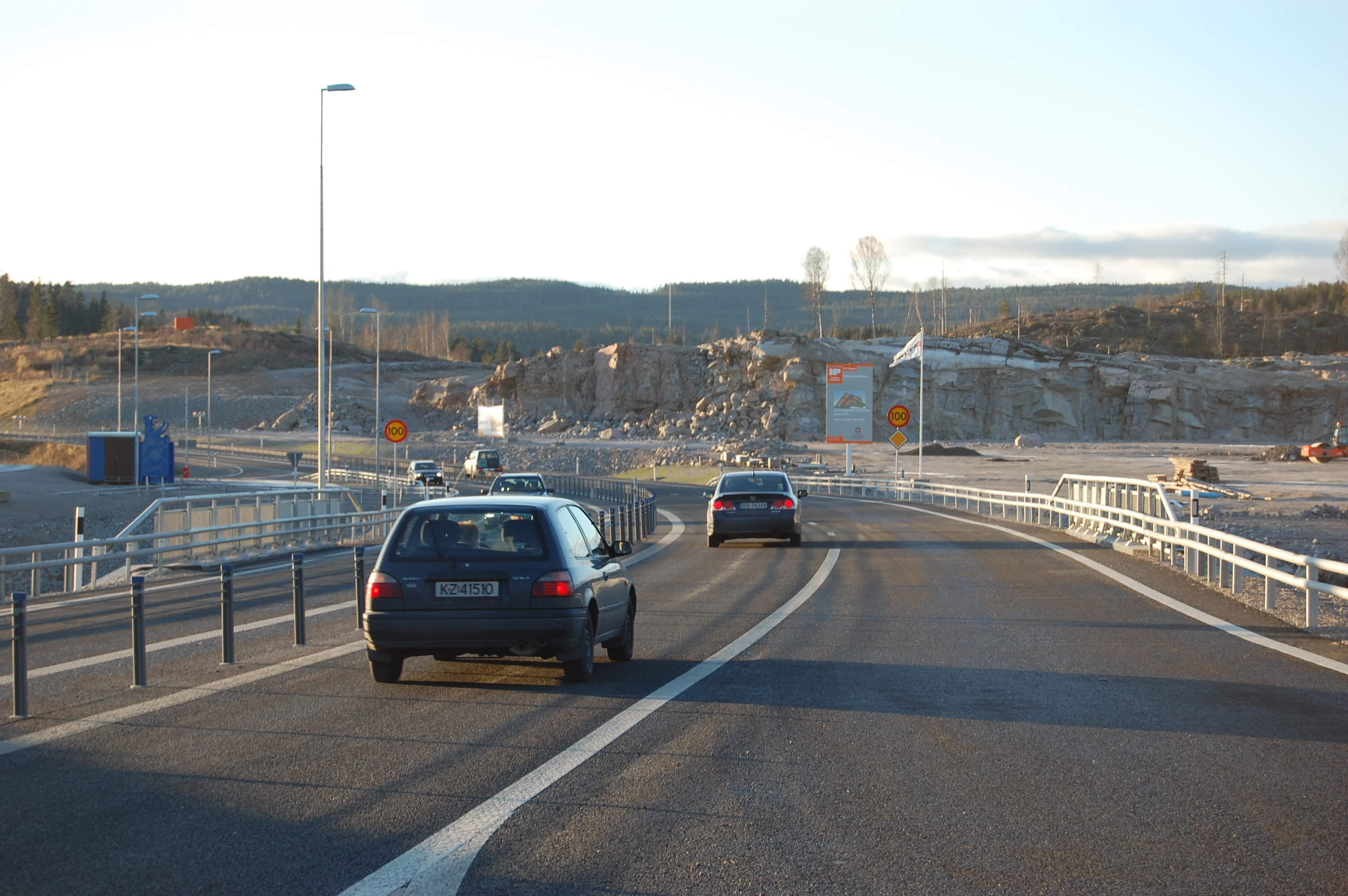
Die E18 bei Töcksfors.
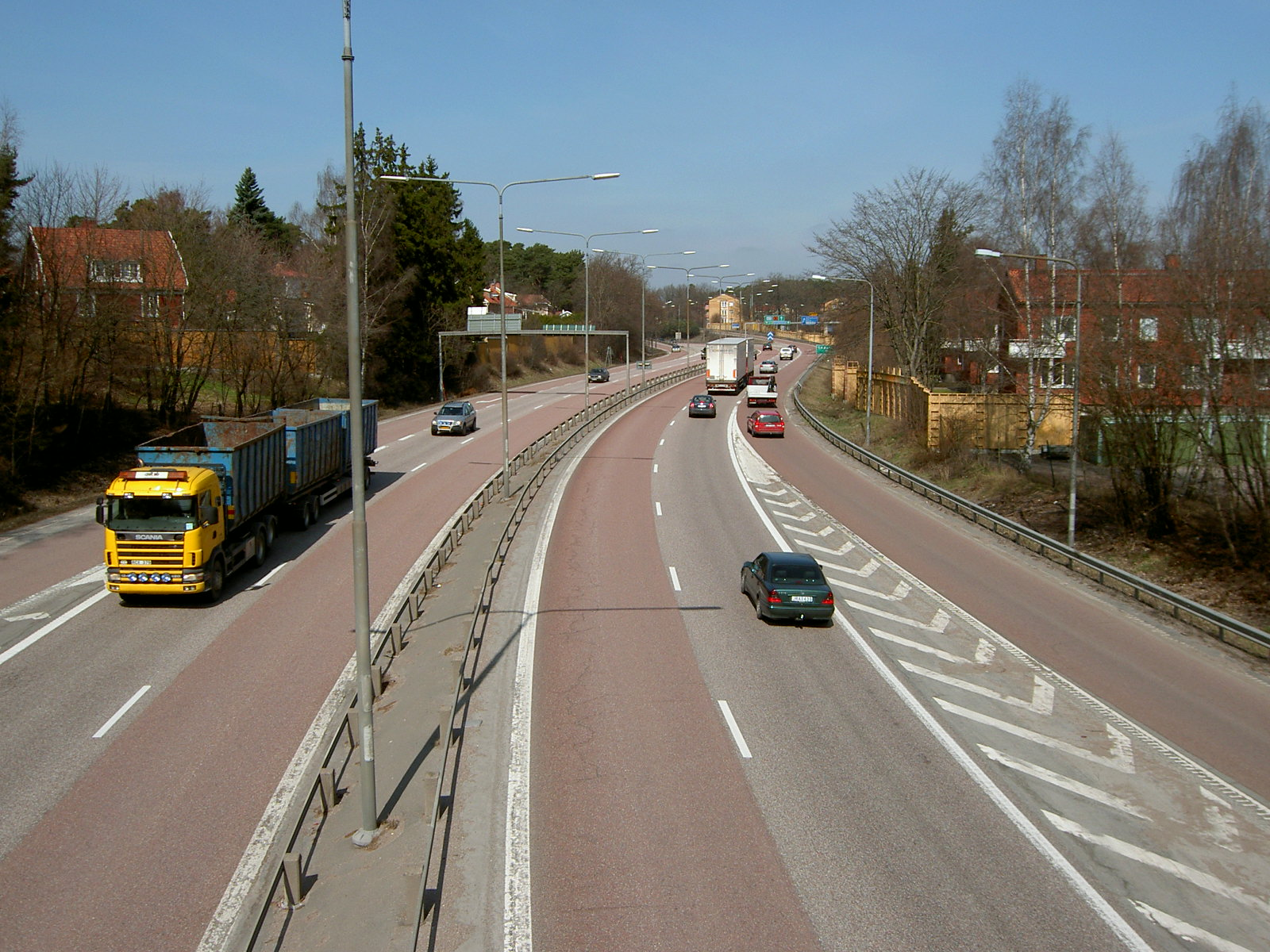
Die E18 an der Ausfahrt 133 Skallbergsmotet.
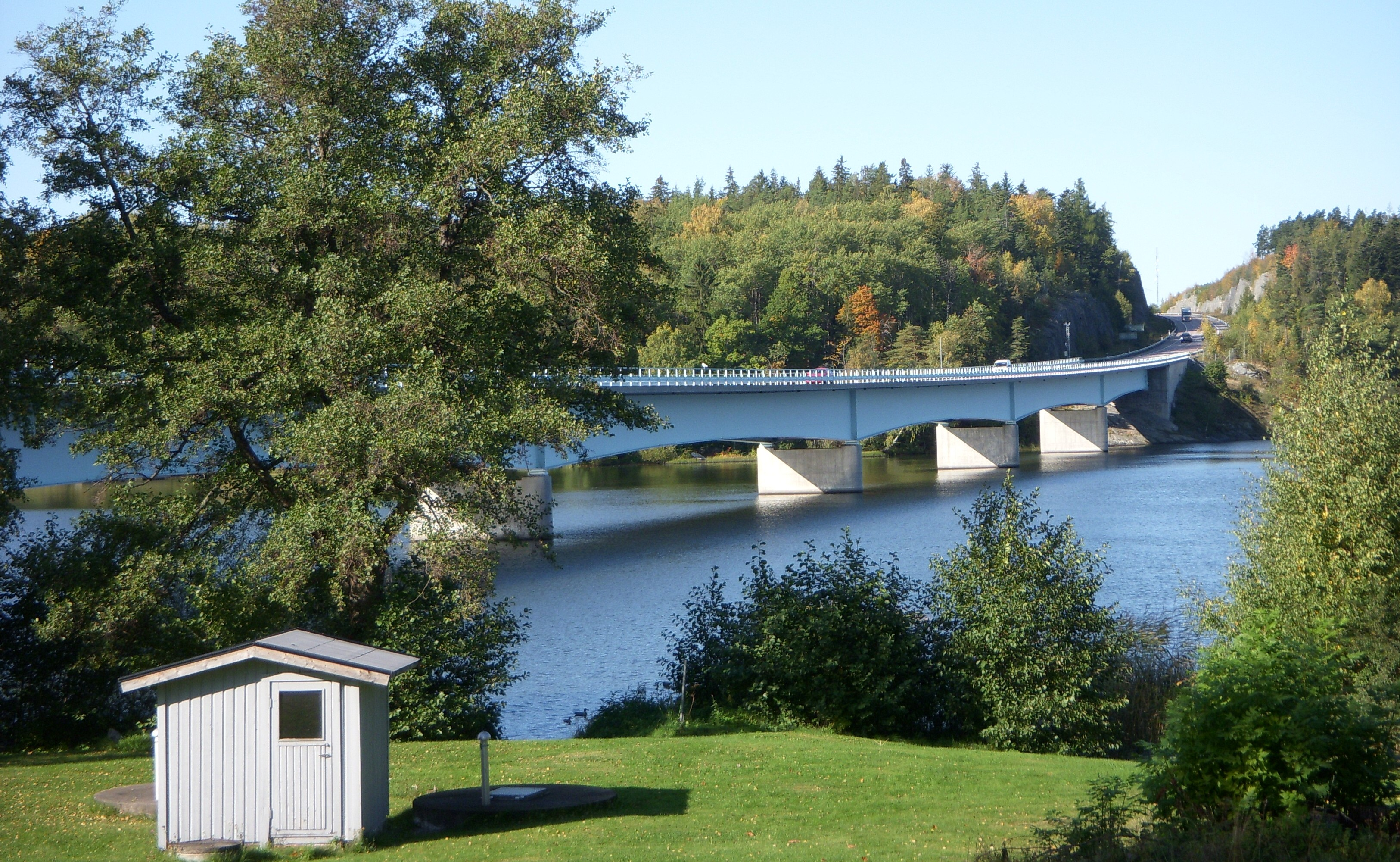
Die E18 auf der Ekolsundsbron über der Ekolsund.